# Interkerkelijke Omroep Nederland
De Interkerkelijke Omroep Nederland (IKON) was een Nederlandse publieke omroep die exact 40 jaar bestaan heeft en namens zeven kerkgenootschappen de uitzendingen op televisie en radio verzorgde. Daarnaast bood de IKON andere diensten aan, zoals teletekst, de IKON-krant en internet. In de zendtijd van de IKON zamelde Wilde Ganzen geld in voor projecten in ontwikkelingslanden.

## Geschiedenis
Onmiddellijk na de Tweede Wereldoorlog ontstond het IKOR, het Interkerkelijk Overleg inzake Radioaangelegenheden. Nederland had moeilijke jaren achter de rug en de kerken waren traditioneel sterk intern gericht. Vanaf 1946 wilden zij zich, ook via de radio, meer richten op de wereld buiten de kerken. Op 1 januari 1976, toen het IKOR zijn krachten en zendtijd bundelde met het Convent van Kerken (CVK), ontstond de Stichting IKON.
Een van de takken ervan was het IKON-pastoraat, waar mensen terecht konden met levensvragen. Op 1 september 2013 hield deze tak, na ruim 50 jaar, op te bestaan.

### Opheffing
Eind 2012 maakte het kabinet-Rutte II bekend dat de regeling betreffende de 2.42-omroepen zou worden beëindigd per 1 januari 2016. Dit betekende niet alleen het einde voor de zendtijd van de IKON, maar ook van de organisatie zelf. Aanvankelijk zou ze met het ingaan van de nieuwe medialicentie in 2015 samen met de RKK en Zendtijd voor Kerken (ZvK) meegaan in de fusie tussen de KRO en de NCRV. De kabinetsplannen voor 2016 gaven echter aanleiding voor een nieuwe strategie. IKON en ZvK kozen voor samenwerking met de Evangelische Omroep (EO). Vervolgens werd besproken welke vormen deze samenwerking zou moeten aannemen. Er werd gewerkt aan een gezamenlijk 'productiehuis'. In 2013 trokken beide omroepen in bij het gebouw van de EO, maar uiteindelijk kwam er geen productiehuis binnen de EO. Op 1 januari 2016 hield de IKON definitief op te bestaan. De EO nam vervolgens slechts enkele programmatitels over.

## Profiel
In 1971 was de Wereldraad van Kerken, die zich intensief bezighield met wat er in de wereld gebeurde, een bron van inspiratie voor de IKON. Onderwerpen als racisme, onderdrukking, ontwikkelingshulp en vredesvraagstukken stonden hoog op de IKON-agenda. In de jaren tachtig waren het vooral thema's als 'bevrijding' en 'emancipatie' die de vaak spraakmakende programma's van de IKON bepaalden, en de omroep kreeg een enigszins "linkse" signatuur. Het confessionele aspect van deze kerkelijke organisatie raakte steeds meer op de achtergrond.
Sinds de jaren zestig hadden geloof en de Kerk voor veel mensen in Nederland steeds meer van hun aantrekkingskracht verloren; in de loop van de jaren tachtig en vooral op het einde ervan (na de val van het communisme) verloren ook linkse ideologieën veel van hun geloofwaardigheid. In de jaren negentig stond de IKON voor de uitdaging programma's te blijven maken die de kijkers en luisteraars helpen bij het zoeken naar hun eigen antwoorden op de grote levensvragen.

## Zendtijd namens kerkgenootschappen
Volgens artikel 2.42 van de Mediawet 2008 (voorheen artikel 39f van de Mediawet) kon ieder kerkgenootschap in Nederland zendtijd toegewezen krijgen. De IKON was ook zo'n 2.42-omroep (voorheen 39f-omroep) en zond op Radio 5 uit namens de volgende zeven kerkgenootschappen:
- Algemene Doopsgezinde Sociëteit
- Evangelische Broedergemeente Nederland
- Leger des Heils
- Molukse Evangelische Kerk
- Oud-Katholieke Kerk van Nederland
- Protestantse Kerk in Nederland (PKN)[5]
- Remonstrantse Broederschap
- Vrijzinnige Geloofsgemeenschap NPB

Twee organisaties die voor andere kerkgenootschappen zendtijd vulden, waren de RKK en Zendtijd voor Kerken (ZvK). De IKON verzorgde een deel van de technische faciliteiten voor ZvK.
Per 1 januari 2014 stopte de IKON met het uitzenden van kerkdiensten op Radio 5. In plaats daarvan kwam er een ander religieus programma. Deze ontwikkeling liep vooruit op de totale stopzetting van de overheidssubsidie voor de omroep per 1 januari 2016. De zogenaamde 2.42-omroepen in het Nederlandse omroepbestel verdwenen toen als gevolg van het in werking treden van de nieuwe Mediawet.

## Televisie
De IKON zond haar programma's voornamelijk uit op NPO 2, eerder ook via Nederland 1 en Nederland 3. Met het laatste programma, Ikon 1001 Nacht, in de nacht van 28 op 29 december 2015 nam de omroep afscheid van het omroepbestel. Enkele IKON-programma's waren:
- Allemaal tuig! (1981, jeugdserie)
- Sjappoo (vanaf 1988, jongerenpraatprogramma)
- Alziend Oog
- De Donderdag Documentaire (samen met de Humanistische Omroep)
- Factor
- Familietrots (over de familie Ruijmgaart-Tokkie, beter bekend als de Tokkies)
- Geloof, Hoop en Liefde Show
- Het Vermoeden (dit programma wordt sinds het verdwijnen van de IKON door de EO uitgezonden)
- IKONHUIS
- Jouw beurt
- Kenmerk (actualiteitenrubriek)
- Link (1994, jeugdserie)
- De Nachtzoen (dit programma wordt sinds het verdwijnen van de IKON door de EO uitgezonden)
- De Nieuwe Wereld (dit programma wordt sinds het verdwijnen van de IKON door de EO uitgezonden)
- De Papegaai
- Paul Rosenmöller en...
- Rauw op je dak
- RUTLKNG2ME
- Songs of Praise (dit programma wordt sinds het verdwijnen van de IKON door de EO uitgezonden)
- Spraakmakende Zaken (met Paul Rosenmöller)
- Vriend en Vijand
- Wilde Ganzen (dit programma wordt sinds het verdwijnen van de IKON door de EO uitgezonden)
- Woord voor Woord
- Zesde klas

### Omroepers
- Dore Smit
- Wim Neijman
- Pia Dijkstra (incidenteel)
- Dieuwertje Blok (incidenteel)
- Tineke de Groot (incidenteel)

## Radio
Op de radio zond de IKON uit via Radio 5. De programma's waren:
- 747Live
- De Andere Wereld
- IKON Zondagavond
- Kerkdiensten
- Musica Religiosa (dit programma wordt sinds het verdwijnen van de IKON door de EO uitgezonden)
- OBA live (afwisselend met de Humanistische Omroep)
- Verhalen vooraf
- Zin op Zondag

## Moorden op IKON-journalisten
IKON-journalisten waren vaak actief in gevaarlijke oorlogsgebieden. Op 17 maart 1982 werden vier van hen vermoord in El Salvador: Koos Koster (correspondent), Jan Kuiper (redacteur), Joop Willemse (camera) en Hans ter Laag (geluid). Op 19 maart 1989 kwam cameraman Cornel Lagrouw eveneens in El Salvador om het leven toen hij werd getroffen in de nasleep van een vuurgevecht waar hij met collega's ongewild in terechtgekomen was.
In juni 2025 werden in El Salvador drie oud-militairen veroordeeld voor de  vier moorden uit 1982. Ze kregen elk 30 jaar celstraf.

## Voorzitters
- 1976-1983: Marie Louis Willem Schoch, (jeugd)predikant (hervormd)
- 1984-1988: Lo de Ruiter, ambtenaar, politicus, bestuurder en publicist (hervormd)
- 1988-1996: Sijbolt Noorda, theoloog en bestuurder (gereformeerd)
- 1996-2000: Sytze Faber, politicoloog, bestuurskundige, journalist, columnist, politicus en (sport)bestuurder (gereformeerd)
- 2000-2001: Goos Minderman, rechtsgeleerde en politicus (remonstrants)
- 2001-2010: Helmer Koetje, bestuurskundige, ambtenaar, politicus en bestuurder (gereformeerd)
- 2010-2016: Otto Scholten, universitair hoofddocent Politieke Communicatie (protestants)